# توقيت التغذية
توقيت التغذية هو رياضة انقاص الوزن وهو مفهوم يعمل على تفعيل عامل الوقت كجانب مفقود في عملية بناء العضلات. وهذا المفهوم يقدم تغيير مختلف عن المدراس الفكرية المتعددة التي تركز على أثر البروتين في بناء الجسم دون التأكيد على التزامن بين الأكل وممارسة الرياضة.
يراعي توقيت المغذيات الصحيح بعدين يرتبطان بشكل مباشر بالأداء:
1. استهلاك الركيزة (كيمياء حيوية) بالكم المثالى.
2. التوقيت بين التزود الخارجى بالطعام (التغذية) وممارسة التمارين الرياضية. عندما تأتى الركيزة الصحيحة في الوقت المثالى تكون النتيجة عبارة عن الأداء المتفوق والنمو.

توقيت التغذية سيحسن أداء التمارين الرياضية، وتوقعات الحياة اليومية. ظبط مواعيد اكل المغذيات (كربوهيدرات ودهون وبروتين) سيساعدك على استخدام الاكل كوقود. كل المغذيات تلعب دورا في الأداء والتعافي. فالتعافي أمر أساسي للاستمرار في الروتين اليومي والمسابقات واللياقة البدنية بشكل عام. سيتم تعزيز التعافي واللياقة البدنية باستخدام توقيت المغذيات حول جانب الأداء في الحياة. لا يعد هذا التوقيت ضروريًا للأداء الجيد، ولكنه تفصيل صغيرلا ينبغي التغاضي عنه إذا كنت تسعى إلى اكتساب القوة وأن تصبح أكثر مرونة.